# Japán széncinege
A japán széncinege (Parus minor) a verébalakúak (Passeriformes) rendjébe, ezen belül a cinegefélék (Paridae) családjába tartozó kis termetű, 13 centiméter hosszú madárfaj. Vitatott, hogy külön faj, vagy a széncinege (Parus major) alfaja (Parus major minor). Kelet- és Délkelet-Ázsia erdeiben él.

## Alfajai
- P. m. minor (Temminck & Schlegel, 1848) – Oroszország (kelet-Szibéria, a Szahalin-sziget déli része), középső és Északkelet-Kína, Korea és Japán;
- P. m. dageletensis (Kuroda & Mori, 1920) – Dél-Korea (Ulleungdo-sziget);
- P. m. kagoshimae (Taka-Tsukasa, 1919) – Japán (Goto-szigetek);
- P. m. amamiensis (O. Kleinschmidt, 1922) – Japán (északi Rjúkjú-szigetek);
- P. m. okinawae (Hartert, 1905) – Japán (középső Rjúkjú-szigetek);
- P. m. nigriloris (Hellmayr, 1900) – Japán (déli Rjúkjú-szigetek);
- P. m. tibetanus (Hartert, 1905) – Kína (délkelet-Tibet, délnyugati és középső részek), Mianmar északi része;
- P. m. commixtus (Swinhoe, 1868) – Kína déli része, észak-Vietnám.
- P. m. nubicolus (Meyer de Schauensee, 1946) – Mianmar keleti része, észak-Thaiföld, északnyugat-Indokína.